# Paola Deiana
Paola Deiana, née le 5 avril 1985 à Alghero (Italie), est une femme politique italienne.

## Biographie
Paola Deiana naît le 5 avril 1985 à Alghero.
Elle est élue députée lors des élections générales de 2018.